# Spathidexia atypica
Spathidexia atypica là một loài ruồi trong họ Tachinidae.